# Bola de manteiga de Krishna
Bola de manteiga de Krishna é uma gigantesca rocha de equilíbrio feita de granito que repousa sobre uma pequena inclinação na histórica cidade costeira de Mamallapuram, no estado de Tamil Nadu, na Índia.
Fazendo parte do Grupo de Monumentos em Mamallapuram e Patrimônio Mundial da UNESCO construído durante os séculos VII e VIII d.C como monumentos religiosos hindus pela dinastia Pallava, é uma atração turística popular. Está listado como um monumento nacional protegido pelo Archeological Survey of India.

## Etimologia
O nome original, Vaan Irai Kal, de acordo com o Atlas Obscura, traduzido do tâmil como "Pedra de Deus do Céu". De acordo com as escrituras hindus, o senhor Krishna frequentemente roubava manteiga da mão de sua mãe; isso pode ter levado ao homônimo da pedra. Em 1969, um guia turístico credita seu nome atual, Krishna's Butterball, a Indira Gandhi, que estava em um passeio pela cidade.

## História
O rei Pallava Narasimhavarman (630-668 d.C) também fez uma tentativa fracassada de mover a pedra. O rei tâmil indiano Raja Raja Chola (985 e 1014 d.C) foi inspirado pelo equilíbrio dessa enorme rocha de pedra e levou à criação de bonecos de lama que nunca caem chamados Tanjavur Bommai, que tendo uma base semiesférica tende a voltar à sua posição original cada vez que se tenta fazê-lo cair. Em 1908, o então governador da cidade, Arthur Havelock, tentou usar sete elefantes para mover a pedra de sua posição devido a questões de segurança, mas sem sucesso. Em 12 de outubro de 2019, o primeiro-ministro indiano Narendra Modi e o presidente chinês Xi Jinping tiraram uma foto em frente ao Butterball de Krishna de mãos dadas durante sua segunda "cúpula informal".

## Detalhes
Está localizado na cidade turística de Mahabalipuram, no distrito de Chengalpattu, no estado de Tamil Nadu, no sul da Índia. É facilmente acessível pela East Coast Road (ECR) a uma distância de 55 km da estação ferroviária central de Chennai e 53 km do Aeroporto Internacional de Chennai. Ao sul, Pondicherry fica a 95 km distante.
A pedra tem aproximadamente 6 m (20 ft) de altura e 5 m (16 ft) de largura e pesa cerca de 250 t (250 long tons; 280 short tons). Diz-se que está no mesmo lugar por 1.200 anos. Uma parte da pedra na parte superior das costas se quebrou, fazendo com que pareça uma rocha semiesférica na parte de trás, enquanto parece arredondada nos outros três lados.

## Galeria

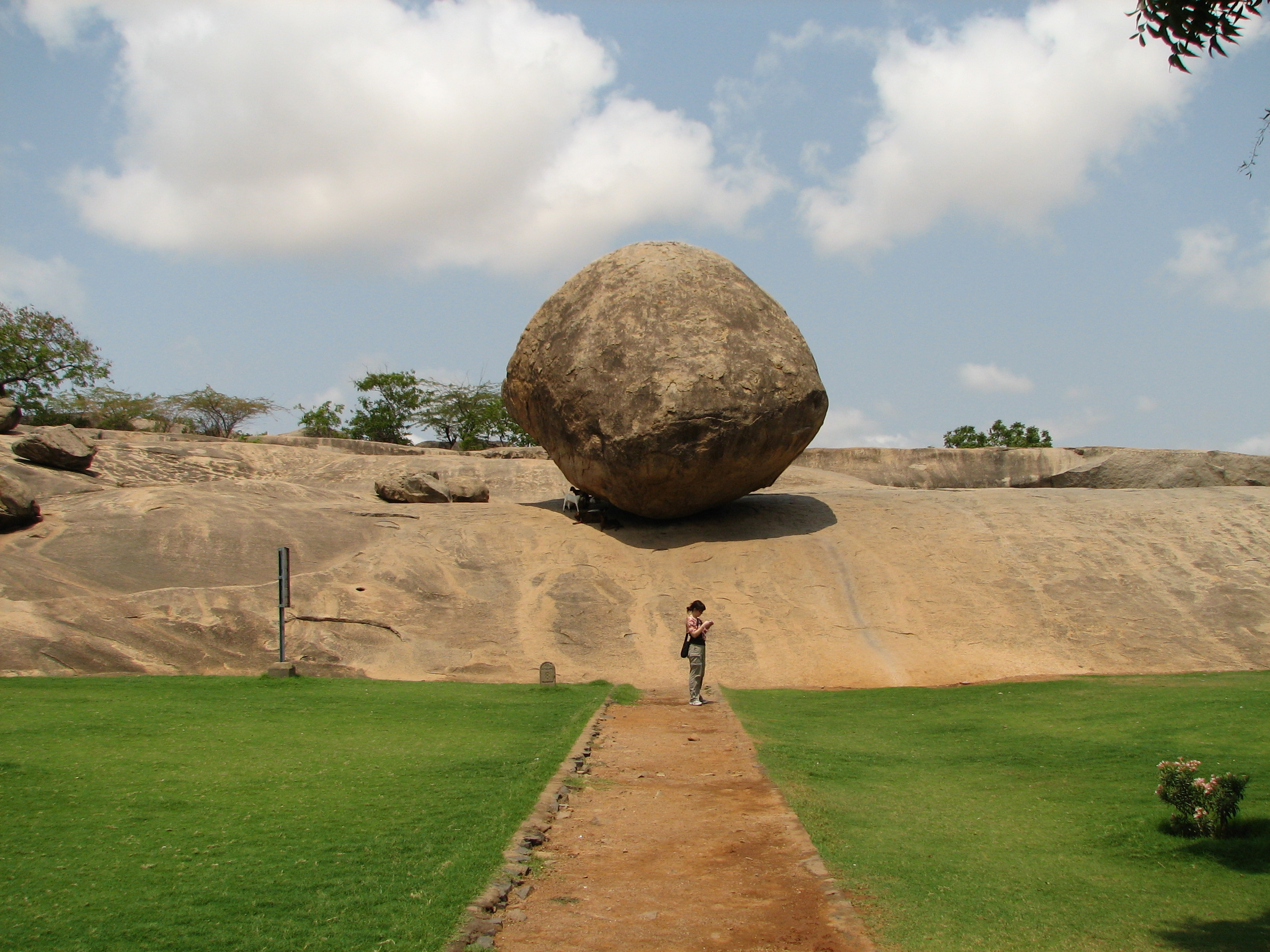
vista do sul
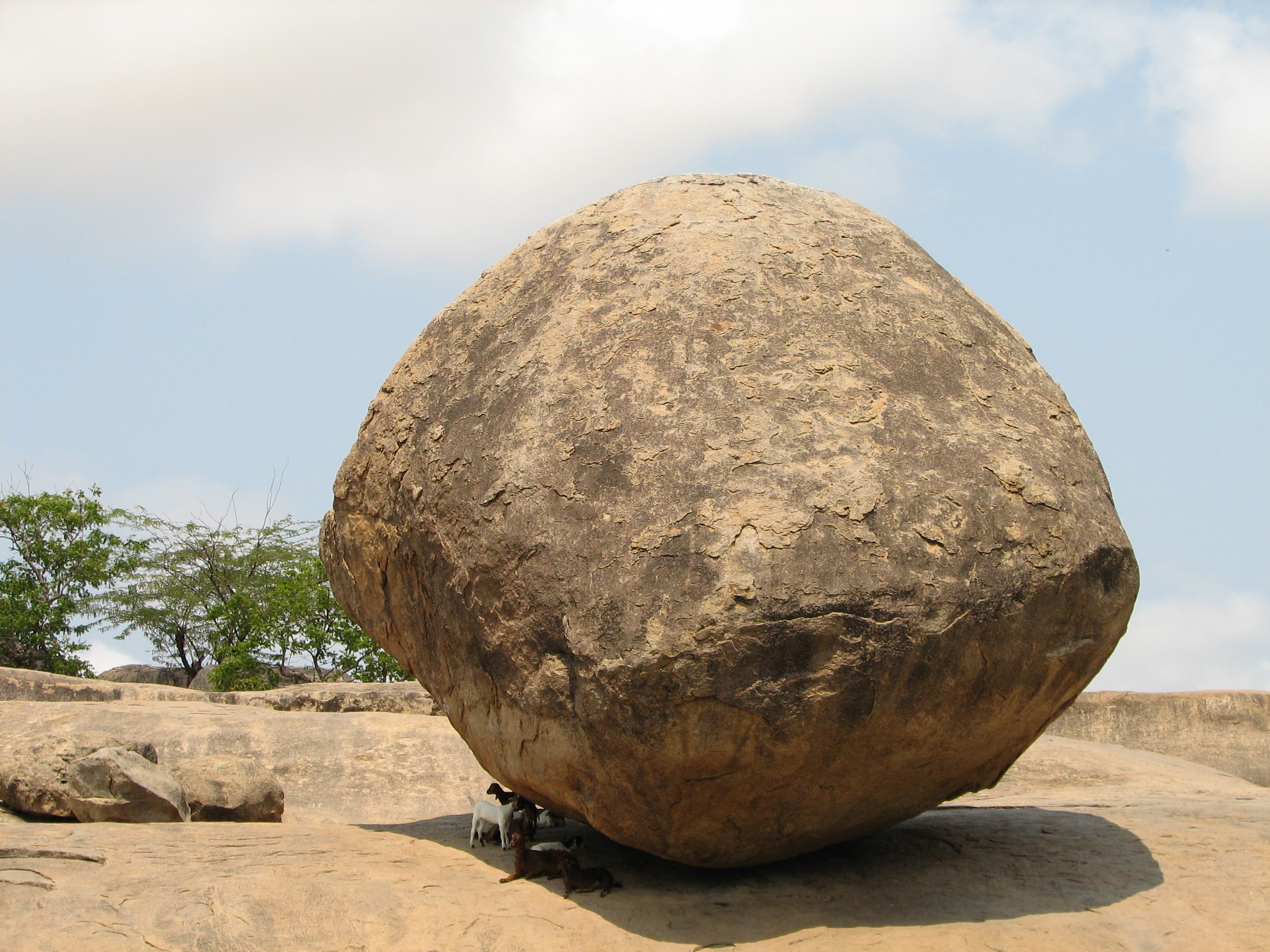
vista do sudoeste
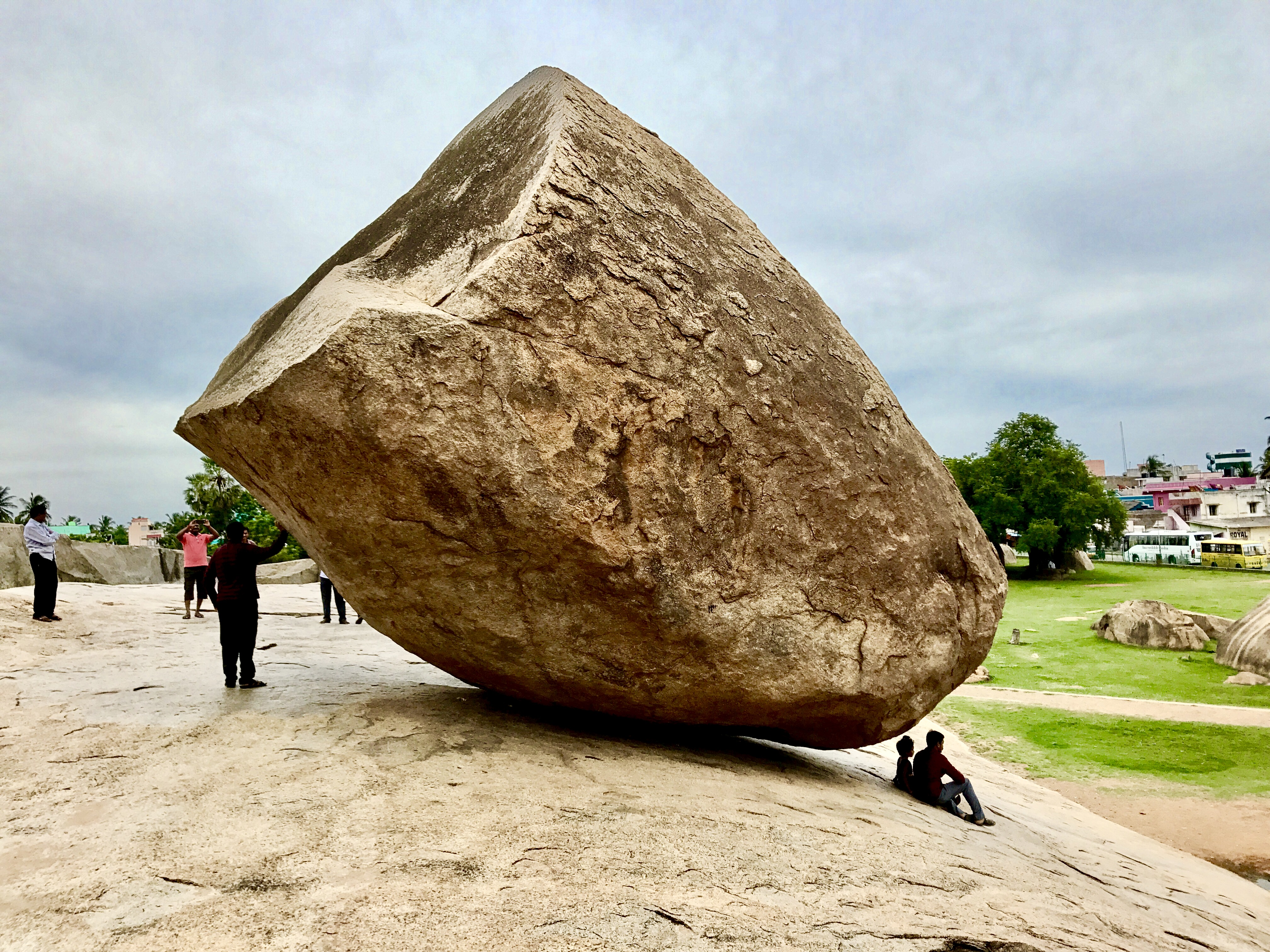
vista do oeste
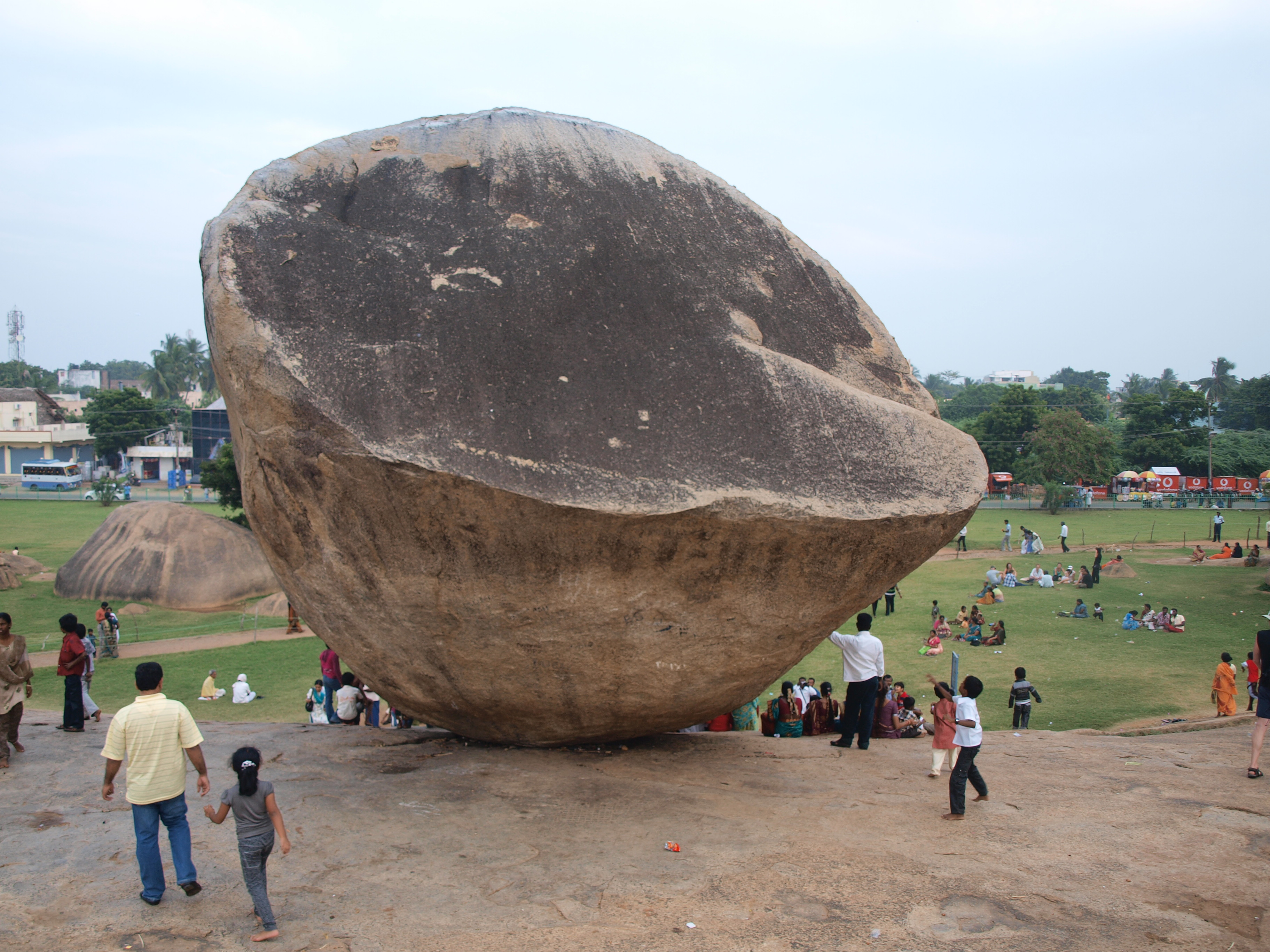
vista do norte
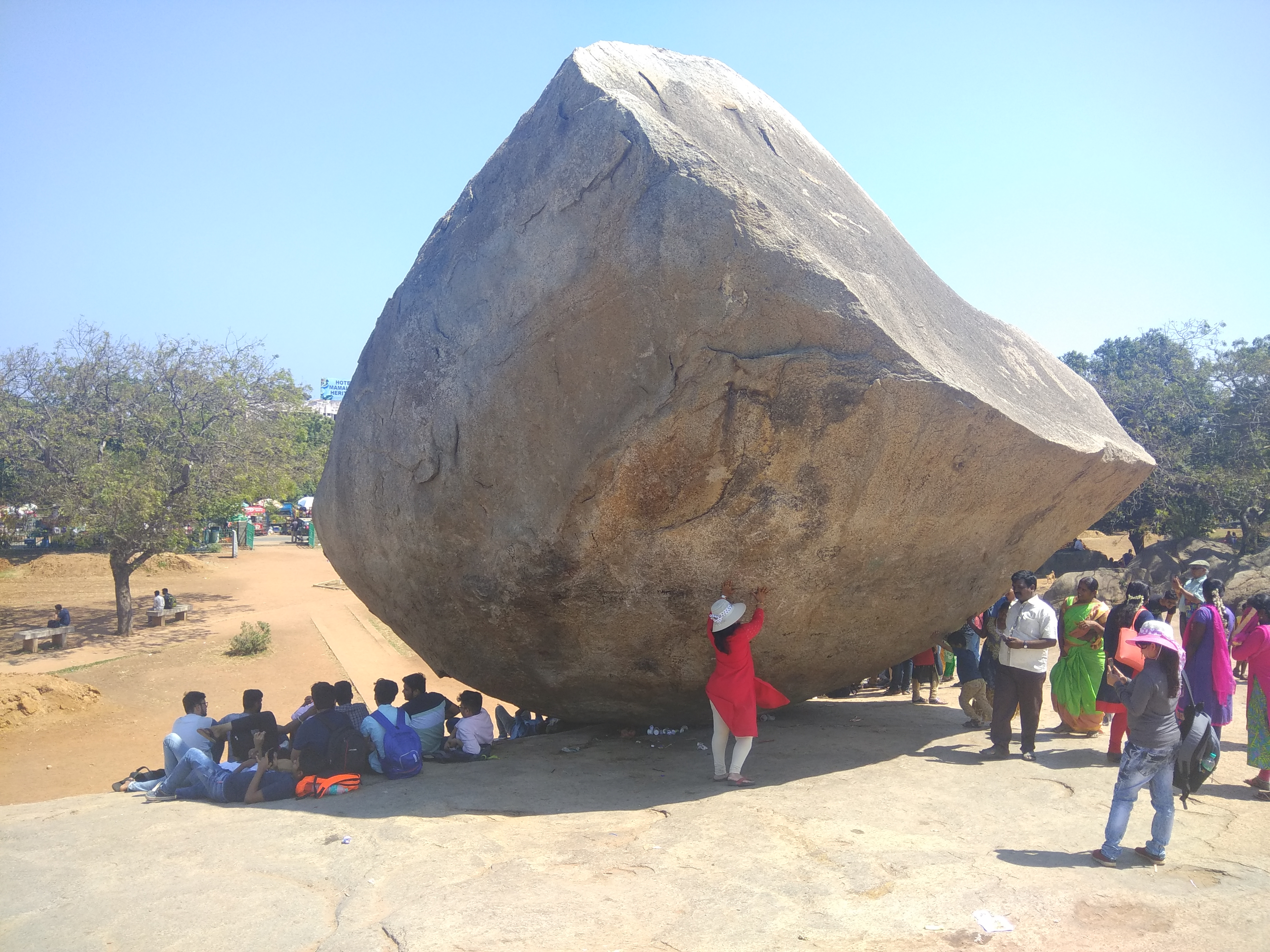
vista do nordeste
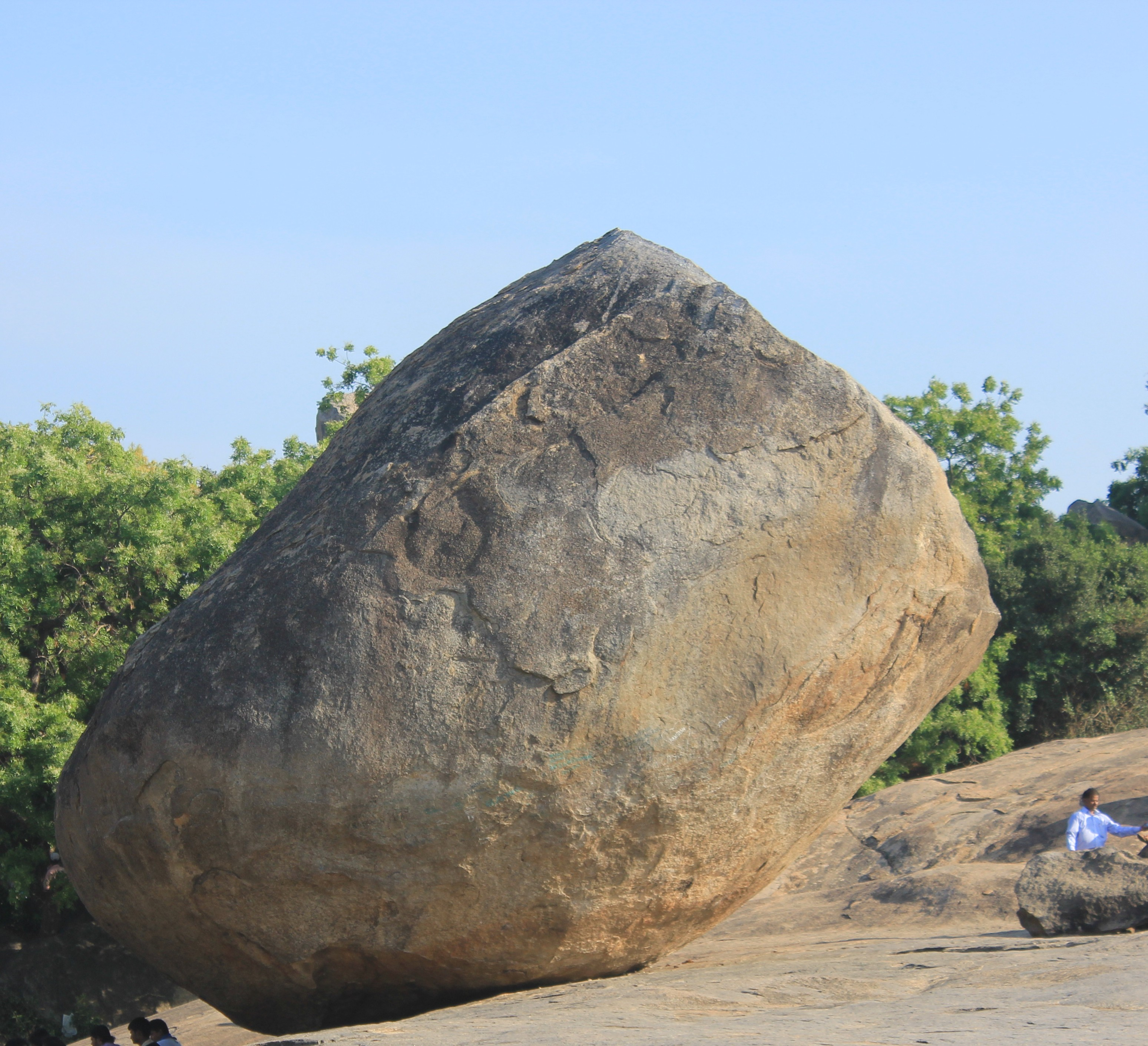
vista do leste
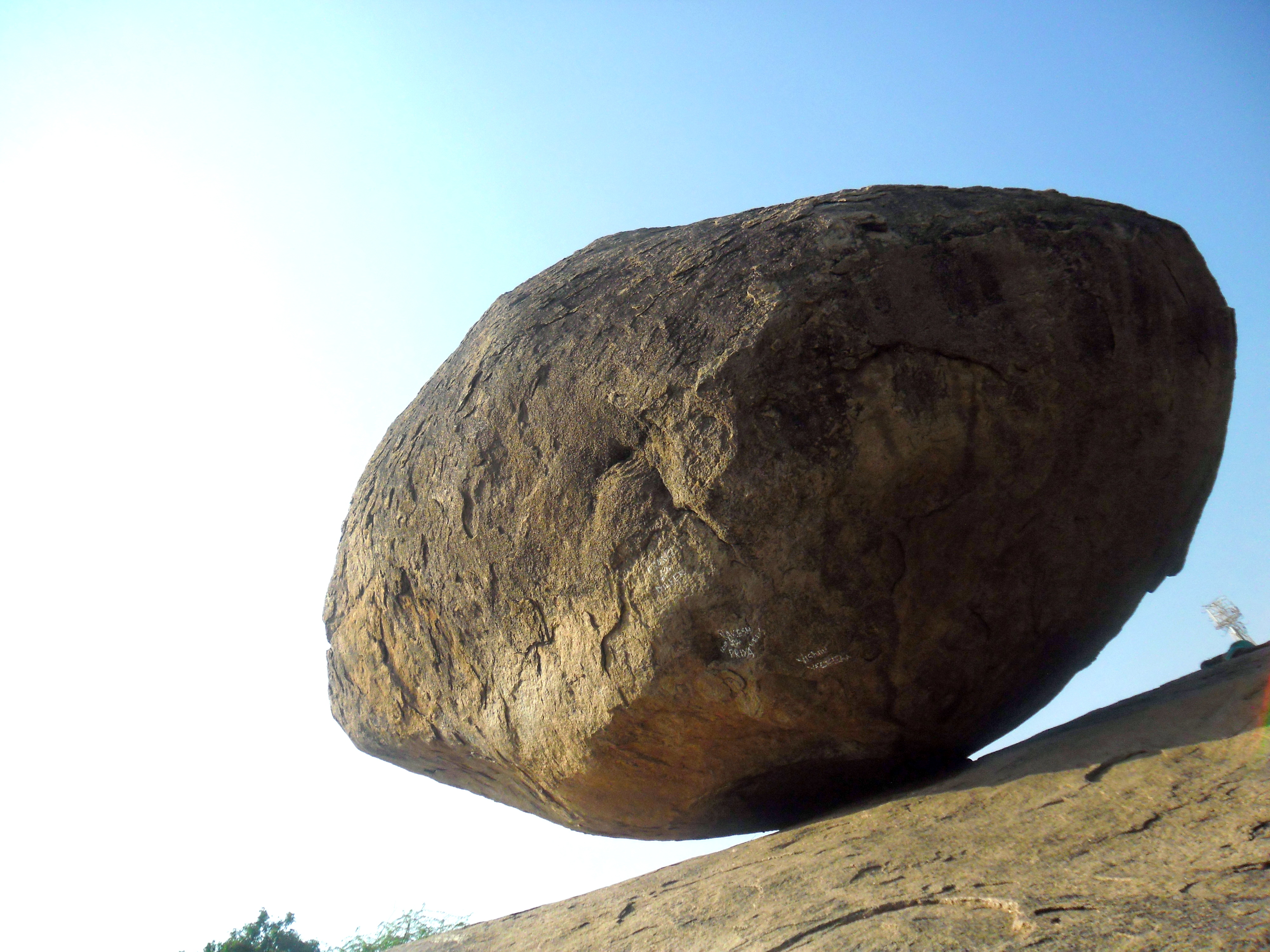
vista do sudeste
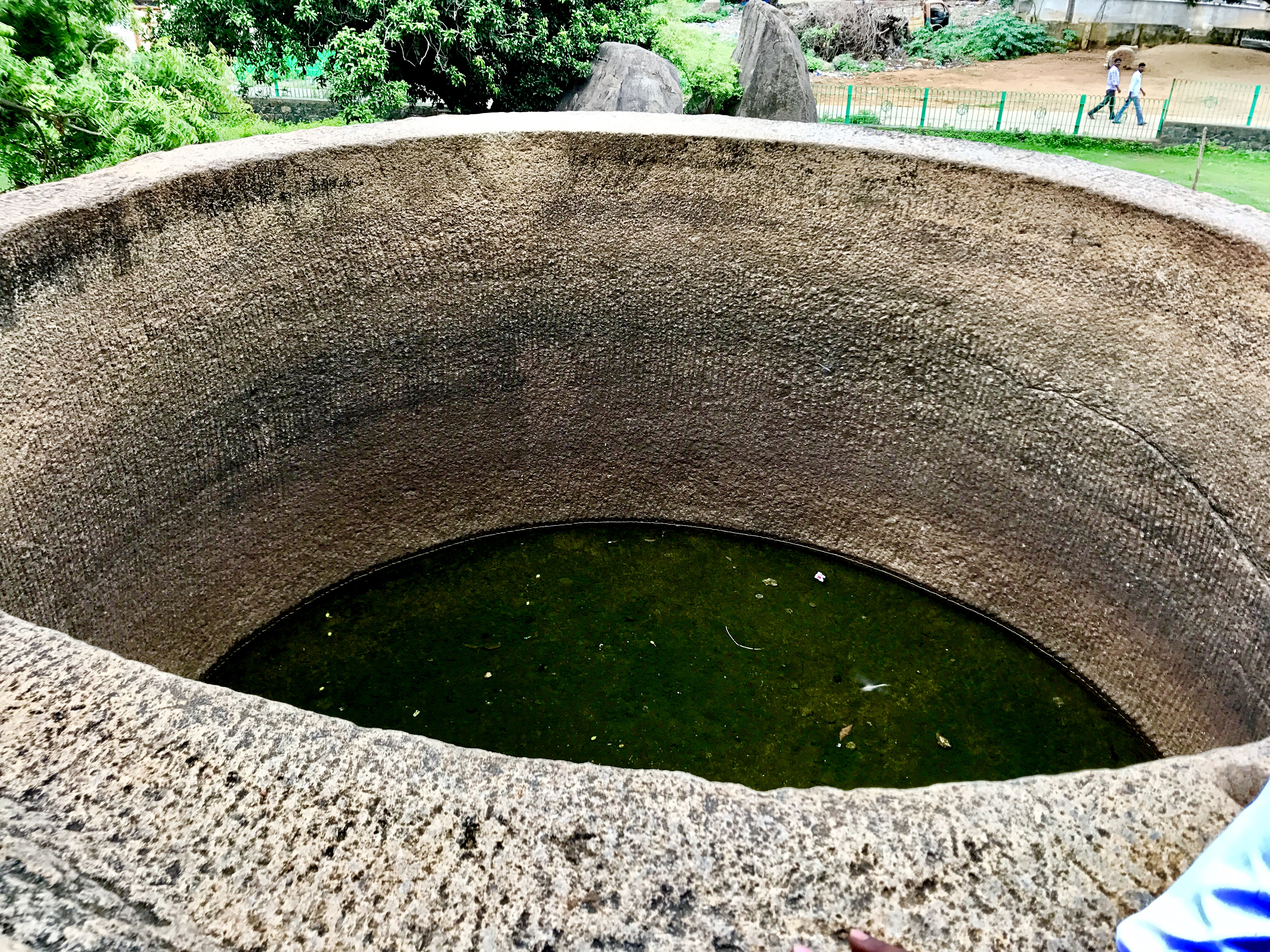
Poço de manteiga, 40 metros (130 pé) ao norte da bola de manteiga
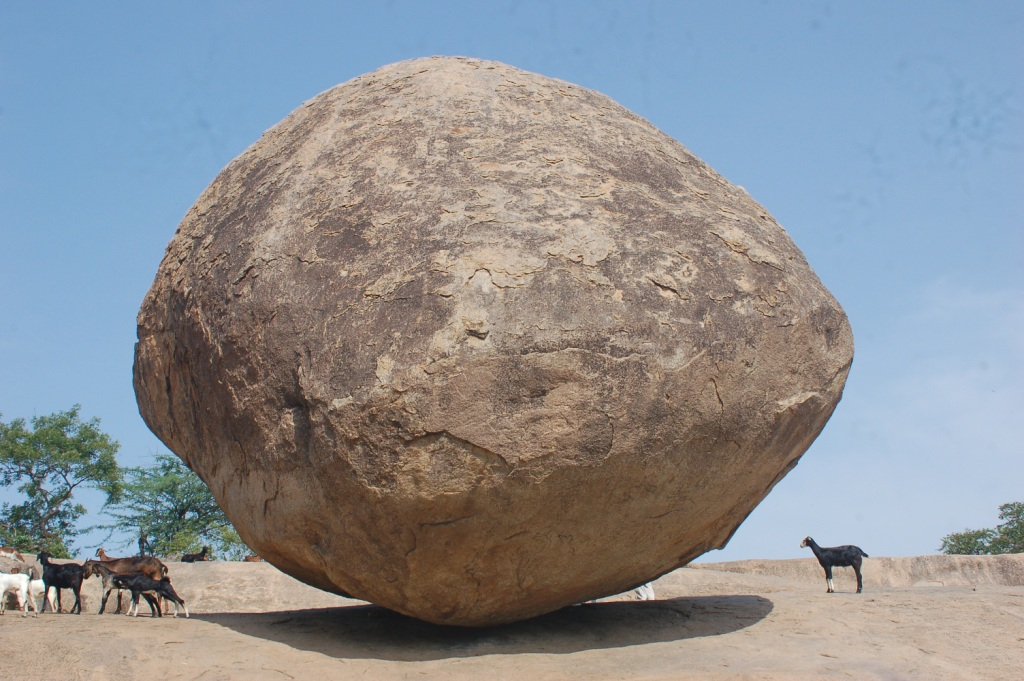
perfil lateral visto do oeste